# Michael Irvin
Michael Jerome Irvin (Fort Lauderdale, 5 marzo 1966) è un ex giocatore di football americano e attore statunitense.
Ha giocato nel ruolo di wide receiver con i Dallas Cowboys per tutti i suoi 12 anni di carriera nella National Football League (NFL) È stato anche presentatore del programma NFL Countdown su ESPN ed è attualmente un analista per NFL Network. Irvin si auto-soprannominò "The Playmaker" a causa della sua inclinazione a compiere grandi giocate nelle partite più importanti durante la sua carriera universitaria, dove giocò alla University of Miami. Nel 2007, Irvin è entrato a far parte della Pro Football Hall of Fame.
Irvin è anche conosciuto per essere uno dei membri del gruppo chiamato "The Triplets", insieme a Troy Aikman e Emmitt Smith. I tre guidarono l'attacco dei Dallas Cowboys che dominò la NFL nella prima metà degli anni 90 vincendo 3 Super Bowl.

## Carriera

### Dallas Cowboys
Irvin fu scelto dai Dallas Cowboys come undicesimo assoluto del Draft NFL 1988. Fu l'ultima scelta del primo giro dello storico general manager Tex Schramm, del direttore del personale Gil Brandt e dell'allenatore Tom Landry (Schramm previde che Irvin avrebbe accelerato il "ritorno alla vita" dei Cowboys). Divenne il primo ricevitore rookie a partire come titolare in una partita dei Cowboys, gara in cui segnò il suo primo touchdown. Sempre nella sua prima stagione, Irvin segnò tre passaggi da touchdown nella vittoria dei Cowboys sui Washington Redskins, l'ultima della carriera di Tom Landry. Terminò la sua prima annata guidando la NFC con 20,4 yard di media a ricezione.
Il pessimo periodo della franchigia proseguì anche nell'anno successivo, terminato con un record di 1-15, il peggiore della sua storia, mentre gli infortuni limitarono Irvin a sole sei gare giocatori. Grazie all'arrivo di nuovi giocatori come Jay Novacek, Troy Aikman, e Emmitt Smith, la squadra iniziò in seguito a migliorare. Terminò la stagione 1990 con un record di 7–9 e di 11–5 nel 1991. Irvin fu uno dei protagonisti della stagione da playoff del 1991, finendo con 93 ricezioni e guidando la NFL con 1.523 yard e segnando 8 touchdown. Fu inserito nella formazione ideale della stagione All-Pro e convocato per il primo di cinque Pro Bowl consecutivi.
Dal 1991 al 1998, Irvin ricevette almeno mille yard a stagione tranne in una, accumulando 10.265 yard nell'arco di otto anni. In quel periodo, Dallas arrivò per quattro anni consecutivi nella finale della NFC (1992–1995) e vinse tre Super Bowl, di cui due consecutivi battendo in entrambi i casi i Buffalo Bills nel Super Bowl XXVII e Super Bowl XXVIII e poi i Pittsburgh Steelers nel Super Bowl XXX. La sua migliore stagione fu quella del 1995, in cui stabilì i record di franchigia di Dallas per ricezioni (111) e yard ricevute (1,603), segnando 10 touchdown e stabilendo il record NFL con 11 gare da oltre 100 yard. A questi numeri si aggiunsero le sette ricezioni per 100 yard e due touchdown contro i Green Bay Packers finale della NFC.

## Palmarès

### Franchigia
- Super Bowl : 3

Dallas Cowboys: XXVII, XXVIII, XXX
- National Football Conference Championship: 3

Dallas Cowboys: 1992, 1993, 1995

### Individuale
- Convocazioni al Pro Bowl: 5

1991, 1992, 1993, 1994, 1995
- All-Pro: 3

1991, 1992, 1993
- Leader della NFL in yard ricevute: 1

1991
- Formazione ideale della NFL degli anni 1990
- Club delle 10.000 yard ricevute in carriera
- Dallas Cowboys Ring of Honor
- Pro Football Hall of Fame (classe del 2007)
- Classificato al #92 tra i migliori cento giocatori di tutti i tempi da NFL.com